# 得墨忒耳
得墨忒耳是希腊神话中司掌农业、谷物和母性之爱的地母神，也是奥林匹斯十二主神之一。她是克罗诺斯和瑞亚的第2个女儿，希拉、黑帝斯、波賽頓和宙斯的姐姐，并和宙斯生有私生女泊瑟芬。在罗马神话中與得墨忒耳相對應的神祇是穀神刻瑞斯（拉丁語：Ceres）。
狄蜜特是大地和丰收的女神，她給予大地生機，教授人類耕種。无论是在宗教还是神话里，狄蜜特的个人形象都与大地之母盖亚有着很大的区别。盖亚是大地的化身，即宇宙中的本源之一，而得墨忒耳却是司谷物成熟和农业方面的神祇。

## 神话

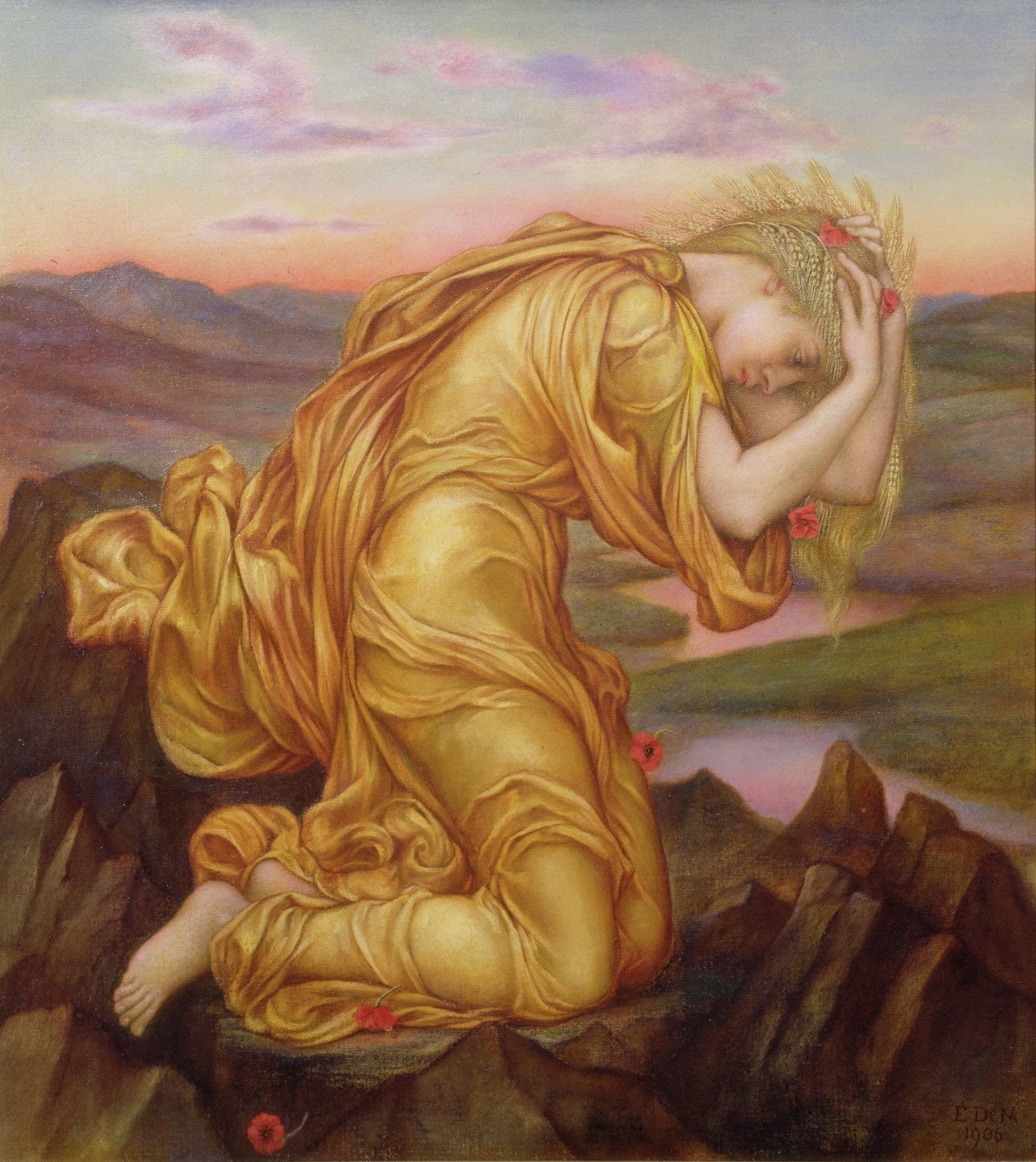
《得墨忒耳寻找珀耳塞福涅》（Demeter mourning Persephone） - 伊芙琳·德·摩根/画 (1906)

关于狄蜜特的神话，与她的女儿泊瑟芬紧密相关。泊瑟芬从小就和母亲狄蜜特在一起生活，并且从未考虑过婚配之事，但是泊瑟芬的伯父兼冥王黑帝斯早就爱上了她。有一次泊瑟芬在丛林中与宁芙仙女们游玩时，大地突然裂开，黑帝斯趁机把她给劫走了，其在宙斯的默许和帮助下才实行了此次计划。被劫的泊瑟芬悲哀地呼喊着母亲，狄蜜特听到了泊瑟芬的呼救声，心如刀绞，她赶忙放下手中的农活，朝着呼喊声奔去，但此时泊瑟芬早已不见了踪影。狄蜜特焦急万分，她连续几天几夜不吃不喝，四处寻找女儿的下落。就这样，狄蜜特一连九天九夜走遍天涯海角也毫无所获。当第十天来临之际，她偶然间遇到了赫卡忒，她也听到了泊瑟芬的呼救声，只是没认出行抢的人。她们结伴来到了无所不知的赫利歐斯的住处，赫利俄斯把事情的来龙去脉全都告诉了狄蜜特（一说是泉水仙女阿瑞图萨向狄蜜特透露了真相）。狄蜜特听后气恼万分，她决定不回奥林匹斯山，直到她的女儿回到她身边（一说是狄蜜特知道真相后，立即找到宙斯，让他命令黑帝斯立刻把泊瑟芬带回她身边，否则她将让大地颗粒无收）。
她化装成老太婆来到了厄琉息斯，厄琉息斯国王刻琉斯的妻子墨塔涅拉收留了狄蜜特，并让她作自己的儿子得摩丰和特里普托勒摩斯的保姆。狄蜜特十分喜欢得摩丰，并想让他获得永生，狄蜜特使用琼浆给他擦身，夜间还将他放置在火上烤炼，但由于墨塔涅拉的偶然发现，使得这一过程中断并且失败。随后狄蜜特便向国王和王后吐露了真情。她教特里普托勒摩斯耕作土地，并送给他一棵麦穗，告诉他走到哪里就把穀物播种到哪里。

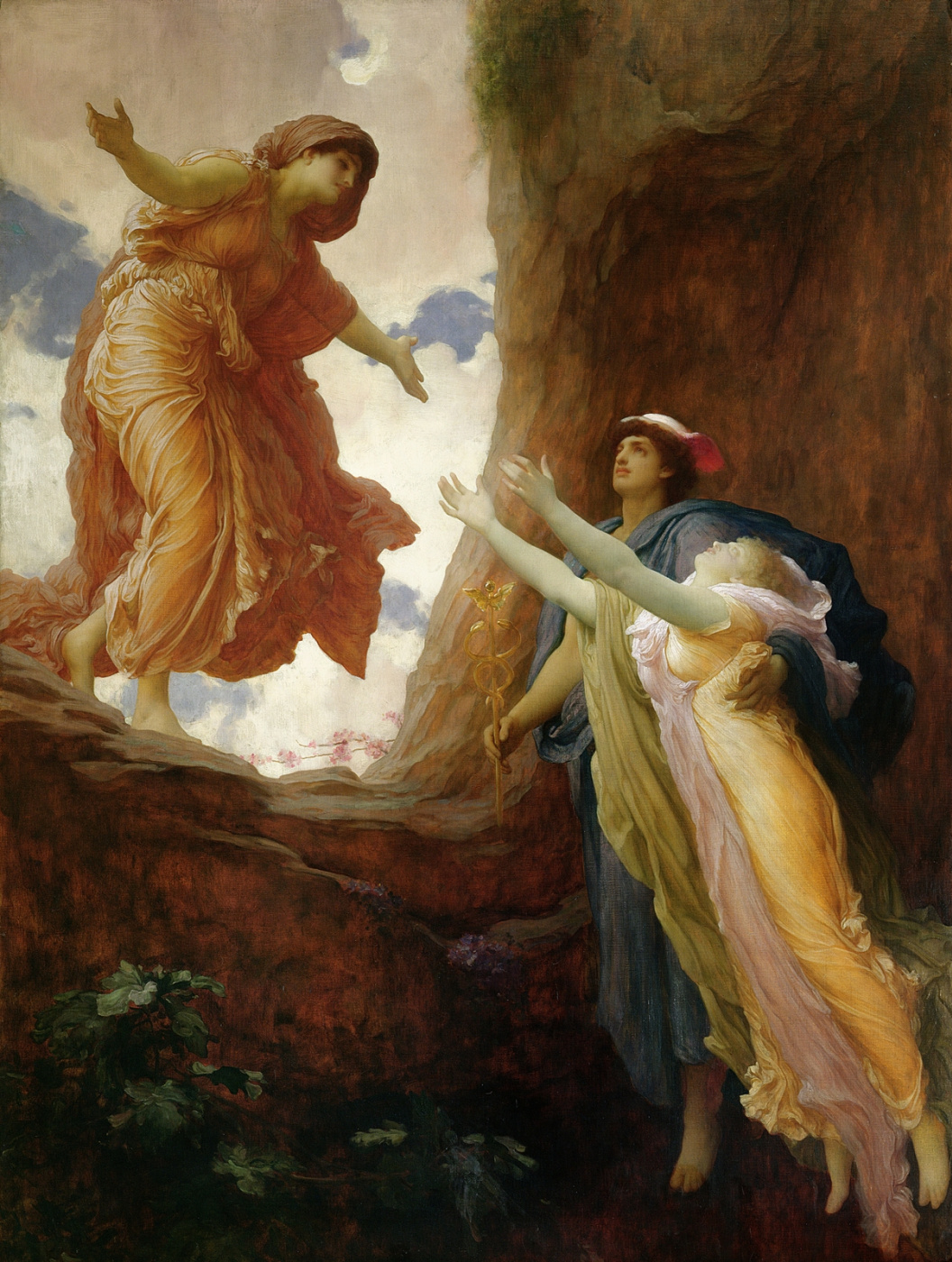
《泊瑟芬的归来》（The Return of Persephone） - 弗雷德里克·雷顿/画 (1891)
画中描述在神使赫耳墨斯的陪同下，狄蜜特正在迎接走出冥界大门的女儿泊瑟芬。

在得墨忒耳不在奥林匹斯山的这段时间，已经耕种好的土地不再长出庄稼，种子在土里腐烂，谷物刚抽穗，不是干枯就是旱涝。饥荒威胁着人间，人们也不再祭祀神祇。在无奈下，宙斯只好下令让黑帝斯把泊瑟芬归还给狄蜜特。但这已经不可能了，黑帝斯为了能留住泊瑟芬，已经让她吃了冥府的石榴，按照命运女神的规定，没有沾染过冥府食物的人或神才能重返人间，而泊瑟芬已经破戒吃了六颗石榴籽。最终只能达成一种折衷的协议；让狄蜜特再次回到奥林匹斯山使大地重获生机，并赐予泊瑟芬分掌天地两界的职能，每年一半的时间在冥府作冥王的王后，一半的时间回归大地与母亲在一起。这就是为什么每年春天万物复苏、生机盎然的原因，这时正是泊瑟芬从冥府出来前往奥林匹斯山的途中；当泊瑟芬回归冥府时万物凋零、土地荒芜，严寒的冬天覆盖了大地。所以泊瑟芬又稱為「春天女神」。
在狄蜜特四处寻找女儿的途中，多情的波塞頓对她追求不已，为了躲避他，这位女神化作一匹母马混在牧群中，但变成公马的波塞頓同她交配生下了神马阿瑞翁。还有些传说讲到了狄蜜特与伊阿西翁的恋情，女神为他生了財富之神普路托斯。

## 形象
在古代造型艺术的繁荣时期，通常狄蜜特的形象同赫拉相似，只是相貌较为和善，没有赫拉威严。得墨忒耳是位慈眉善目的妇女，头戴用金色麦穗编织而成的环形冠冕，有时手执麦穗、水仙花、火炬、果篮、丰裕之角或镰刀（從克羅諾斯繼承而來）。她的圣畜是母猪，象徵物是鐮刀。

## 民间崇拜
除了司管穀物和大地的丰饶外，狄蜜特还被尊奉为立法女神或正义女神，其名为忒斯摩福拉，因为民以食为天，农业是人民生活和繁荣昌盛的根基；有时她还是婚姻与家庭的保护神，其形象与职能都与赫拉极其相似。通常对她的崇拜与对珀耳塞福涅的崇拜都紧密联系在一起。得墨忒耳的崇拜中心在厄琉西斯，并且在那里举行厄琉西斯秘密祭典。希腊各地都有纪念她的节庆，古代人们认为大地是生命之源，万物之母。向得墨忒耳献上的祭品有公牛、母牛、猪、水果、蜂房、果树、稻穗和板栗。在罗马，得墨忒耳与刻瑞斯混为一谈，并且在农民中十分盛行，祭祀的节日通常都在4月举行。后来刻瑞斯又同盖亚、瑞亚或库柏勒混合在一起。
起初地神是包揽一切的神，随着宗教思想的发展，才出现了狄蜜特。在氏族贵族的统治时期，狄蜜特被认为是世界上排名第二的神。荷马并未把狄蜜特归纳在奥林帕斯的神系之中，也很少提到过她。随着农业地位的逐步攀升，对狄蜜特的崇拜也大为发展。大约在公元前5-6世纪，狄蜜特在奥林匹斯的神系中占有重要的地位。